# 1946 az irodalomban
Az 1946. év az irodalomban.

## Megjelent új művek

### Próza
- Miguel Ángel Asturias guatemalai író spanyol nyelvű regénye: El señor Presidente (Elnök úr)
- Simone de Beauvoir: Tous les hommes sont mortels
- Kazimierz Brandys lengyel író regénye: Miasto niepokonane (A legyőzhetetlen város)
- Erskine Caldwell amerikai író regénye:A House in the Uplands (Egy felföldi ház)
- Agatha Christie: Hétvégi gyilkosság (The Hollow)
- Alekszandr Fagyejev regénye: Molodaja gvargyija (Az ifjú gárda)
- Robert Graves regénye: King Jesus (Jézus király)
- Nikosz Kazantzakisz regénye: Βίος και Πολιτεία του Αλέξη Ζορμπά (Zorbász, a görög)
- Arthur Koestler: Thieves in the Night (Mint éjjeli tolvaj: egy kísérlet krónikája)
- Stanisław Lem sci-fi regénye: Człowiek z Marsa (Ember a Marsról)
- Heinrich Mann: Ein Zeitalter wird besichtigt (Egy korszak szemrevételezése), memoár
- William Somerset Maugham: Then and Now (Akkor és most), történelmi regény
- Upton Sinclair regénye: A World to Win (Megnyerhetitek a világot)
- Boris Vian francia író:
  - J'irai cracher sur vos tombes (Köpök a sírotokra), [Vernon Sullivan álnéven]
  - Vercoquin et le plancton (Venyigeszú és a plankton)
- Gore Vidal amerikai író történelmi regénye: Williwaw

### Költészet
- Wolfgang Borchert versei: Laterne, Nacht und Sterne (Lámpás, éjszaka és csillagok)
- Saint-John Perse verseskötete: Vents (Szelek)
- Jacques Prévert első verseskötete: Paroles
- Dylan Thomas verseskötete: Deaths and Entrances (Halál és jelenés)

### Dráma
- Maxwell Anderson amerikai szerző darabja: Joan of Lorraine (Lotharingiai Johanna)
- Eduardo De Filippo színműveinek bemutatója:
  - Filomena Marturano (Filuména házassága)
  - Questi fantasmi (Vannak még kísértetek)
- Eugene O’Neill 1939-ben írt drámája: The Iceman Cometh (Eljő a jeges), bemutató
- Jean-Paul Sartre: 
  - La Putain respectueuse (A tisztességtudó utcalány)
  - Morts sans sépulture (Temetetlen holtak)
- Konsztantyin Szimonov drámája: Russzkij voprosz / Русский вопрос (Az orosz kérdés), bemutató

### Magyar irodalom
- Nemes Nagy Ágnes első verseskötete: Kettős világban
- Pilinszky János első verseskötete: Trapéz és korlát
- Radnóti Miklós posztumusz kötete: Tajtékos ég, benne t. k. az eclogák (az első kivételével); Nem tudhatom; Sem emlék, sem varázslat, Töredék, Levél a hitveshez, Erőltetett menet
- Weöres Sándor verseskönyve: Elysium
- Déry Tibor novellái: Alvilági játékok
- Illyés Gyula regénye: Hunok Párizsban
- Németh László drámája: Széchenyi

## Születések
- január 25. – Bereményi Géza magyar író, dalszöveg- és forgatókönyvíró, filmrendező
- március 3. – Vári Attila erdélyi magyar író, költő

- március 5. – Mem Fox ausztrál gyermekkönyv-író
- március 27. – Radnóti Sándor magyar esztéta, kritikus, filozófus, irodalomtörténész
- április 4. – Spiró György magyar író, költő, drámaíró, irodalomtörténész, műfordító
- április 15. – Agárdi Péter magyar irodalomtörténész, kritikus
- október 17. – Adam Michnik lengyel történész, esszéista, író, politikai újságíró, Lengyelország vezető napilapja, a Gazeta Wyborcza főszerkesztője
- október 9. – Deák László költő, író, szerkesztő, képzőművész, könyvkiadó († 2009)
- október 20. – Elfriede Jelinek Nobel-díjas (2004) feminista osztrák írónő
- november 3.– Döbrentei Kornél magyar író, költő
- november 18. – Alan Dean Foster amerikai író, forgatókönyvíró

## Halálozások
- június 6. – Gerhart Hauptmann irodalmi Nobel-díjas (1912) német költő, író, drámaíró, (* 1862)
- július 27. – Gertrude Stein amerikai költő- és írónő (* 1874)
- augusztus 13. – H. G. Wells angol író, aki főként a sci-fi műfajban írt műveiről ismert  (* 1866)
- október 29. – Kéky Lajos irodalom- és színháztörténész, esztéta (* 1879)